# Verteidigungsministerium (Japan)

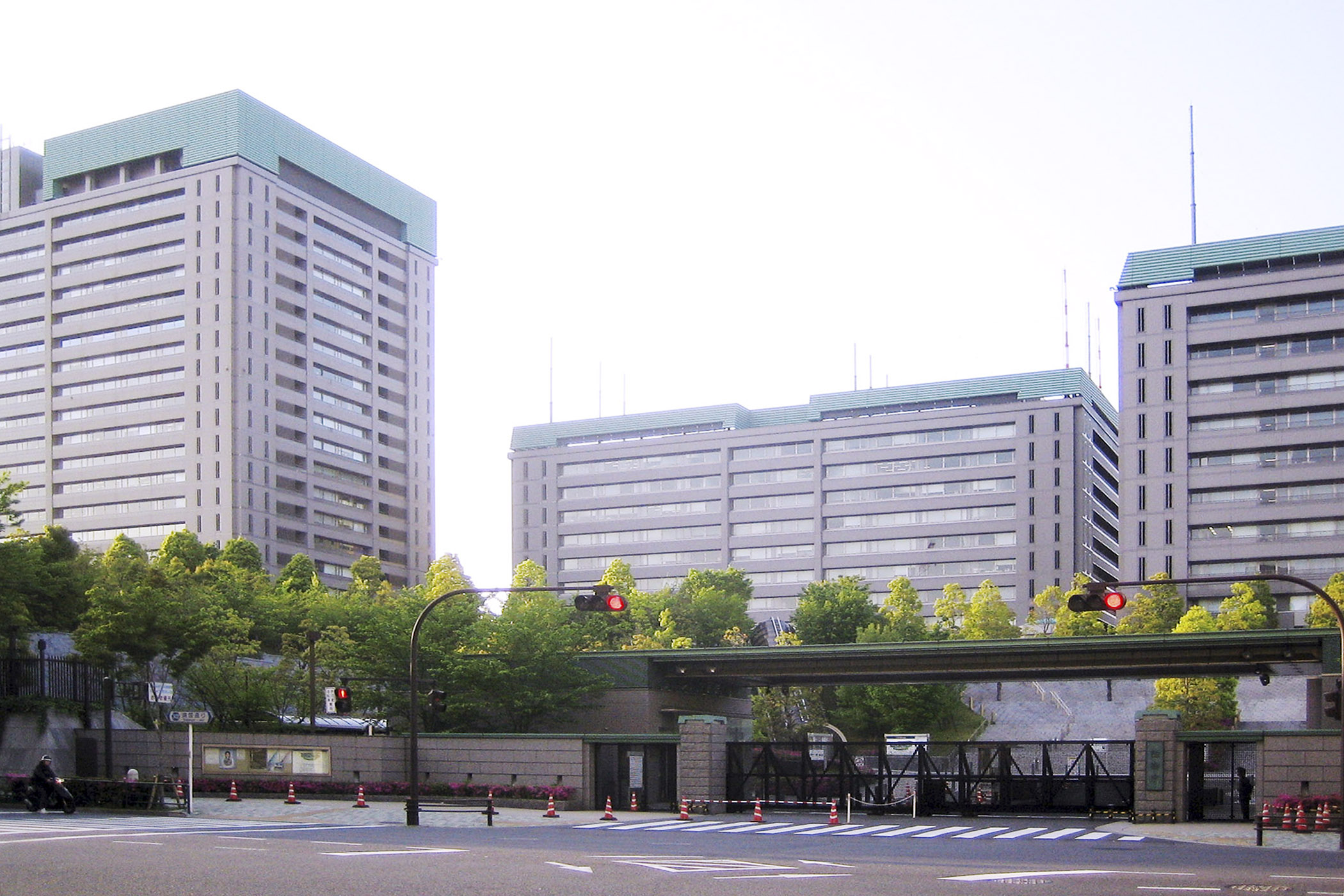
Der Sitz des Verteidigungsministeriums in Ichigaya-Honmurachō, Shinjuku

JMOD Logo

Standarte des Verteidigungsministers

Das japanische Verteidigungsministerium (jap. 防衛省, Bōei-shō) entstand am 9. Januar 2007 aus der Verteidigungsbehörde (防衛庁, Bōei-chō). Diese wurde im Jahre 1954 geschaffen, um die defensiv ausgerichtete Wiederbewaffnung Japans nach dem Zweiten Weltkrieg in Form der Selbstverteidigungsstreitkräfte durchzuführen.
Als Teil des Kabinetts ist der Verteidigungsminister gemäß Artikel 66 der japanischen Verfassung dem Parlament verantwortlich und steht somit unter voller ziviler Kontrolle. Dem Minister unterstehen die Stabschefs der Teilstreitkräfte, die Staatssekretäre und die Generaldirektoren der (nach einer Umstrukturierung im Oktober 2007) sechs internen Abteilungen des Ministeriums.

## Minister
| #                                                                                                  | Name                                                                                             | Kanji                                                                                            | Kabinett                                                                                         | Amtsantritt                                                                                      | Partei                                                                                           |
| Staatsminister, Leiter der Sicherheitsbehörde (国務大臣保安庁長官, kokumu-daijin hoanchō-chōkan)   | Staatsminister, Leiter der Sicherheitsbehörde (国務大臣保安庁長官, kokumu-daijin hoanchō-chōkan) | Staatsminister, Leiter der Sicherheitsbehörde (国務大臣保安庁長官, kokumu-daijin hoanchō-chōkan) | Staatsminister, Leiter der Sicherheitsbehörde (国務大臣保安庁長官, kokumu-daijin hoanchō-chōkan) | Staatsminister, Leiter der Sicherheitsbehörde (国務大臣保安庁長官, kokumu-daijin hoanchō-chōkan) | Staatsminister, Leiter der Sicherheitsbehörde (国務大臣保安庁長官, kokumu-daijin hoanchō-chōkan) |
| -------------------------------------------------------------------------------------------------- | ------------------------------------------------------------------------------------------------ | ------------------------------------------------------------------------------------------------ | ------------------------------------------------------------------------------------------------ | ------------------------------------------------------------------------------------------------ | ------------------------------------------------------------------------------------------------ |
| 0–                                                                                                 | Shigeru Yoshida (kommissarisch)                                                                  | 吉田 茂                                                                                          | Yoshida III (3. Umbildung)                                                                       | 1. Aug. 1952                                                                                     | Liberale Partei                                                                                  |
| 01                                                                                                 | Tokutarō Kimura                                                                                  | 木村 篤太郎                                                                                      | Yoshida IV                                                                                       | 30. Okt. 1952                                                                                    | –                                                                                                |
| 02                                                                                                 | Tokutarō Kimura                                                                                  | 木村 篤太郎                                                                                      | Yoshida V                                                                                        | 21. Mai 1953                                                                                     | –                                                                                                |
| Staatsminister, Leiter der Verteidigungsbehörde (国務大臣防衛庁長官, kokumu-daijin bōeichō-chōkan) |                                                                                                  |                                                                                                  |                                                                                                  |                                                                                                  |                                                                                                  |
| 01                                                                                                 | Tokutarō Kimura                                                                                  | 木村 篤太郎                                                                                      | Yoshida V                                                                                        | 1. Juli 1954                                                                                     | –                                                                                                |
| 02                                                                                                 | Seiichi Ōmura                                                                                    | 大村 清一                                                                                        | Hatoyama I                                                                                       | 10. Dez. 1954                                                                                    | Demokratische Partei Japans                                                                      |
| 03                                                                                                 | Arata Sugihara                                                                                   | 杉原 荒太                                                                                        | Hatoyama II                                                                                      | 19. März 1955                                                                                    | Demokratische Partei Japans                                                                      |
| 04                                                                                                 | Shigemasa Sunada                                                                                 | 砂田 重政                                                                                        | Hatoyama II                                                                                      | 31. Juli 1955                                                                                    | Demokratische Partei Japans                                                                      |
| 05                                                                                                 | Naka Funada                                                                                      | 船田 中                                                                                          | Hatoyama III                                                                                     | 19. März 1955                                                                                    | Liberaldemokratische Partei                                                                      |
| 0–                                                                                                 | Tanzan Ishibashi (kommissarisch)                                                                 | 石橋 湛山                                                                                        | Ishibashi                                                                                        | 23. Dez. 1956                                                                                    | Liberaldemokratische Partei                                                                      |
| 0–                                                                                                 | Nobusuke Kishi (kommissarisch)                                                                   | 岸 信介                                                                                          | Ishibashi                                                                                        | 31. Jan. 1957                                                                                    | Liberaldemokratische Partei                                                                      |
| 06                                                                                                 | Akira Kodaki                                                                                     | 小瀧 彬                                                                                          | Ishibashi                                                                                        | 2. Feb. 1957                                                                                     | Liberaldemokratische Partei                                                                      |
| 07                                                                                                 | Akira Kodaki                                                                                     | 小瀧 彬                                                                                          | Kishi I                                                                                          | 25. Feb. 1957                                                                                    | Liberaldemokratische Partei                                                                      |
| 08                                                                                                 | Juichi Tsushima                                                                                  | 津島 壽一                                                                                        | Kishi I (Umbildung)                                                                              | 10. Juli 1957                                                                                    | Liberaldemokratische Partei                                                                      |
| 09                                                                                                 | Gisen Satō                                                                                       | 左藤 義詮                                                                                        | Kishi II                                                                                         | 12. Juni 1958                                                                                    | Liberaldemokratische Partei                                                                      |
| 10                                                                                                 | Shigejirō Inō                                                                                    | 伊能 繁次郎                                                                                      | Kishi II                                                                                         | 12. Jan. 1959                                                                                    | Liberaldemokratische Partei                                                                      |
| 11                                                                                                 | Munenori Akagi                                                                                   | 赤城 宗徳                                                                                        | Kishi II (Umbildung)                                                                             | 18. Juni 1959                                                                                    | Liberaldemokratische Partei                                                                      |
| 12                                                                                                 | Masumi Esaki                                                                                     | 江崎 真澄                                                                                        | Ikeda I                                                                                          | 19. Juli 1960                                                                                    | Liberaldemokratische Partei                                                                      |
| 13                                                                                                 | Naomi Nishimura                                                                                  | 西村 直己                                                                                        | Ikeda II                                                                                         | 8. Dez. 1960                                                                                     | Liberaldemokratische Partei                                                                      |
| 14                                                                                                 | Sensuke Fujieda                                                                                  | 藤枝 泉介                                                                                        | Ikeda II (1. Umbildung)                                                                          | 18. Juli 1961                                                                                    | Liberaldemokratische Partei                                                                      |
| 15                                                                                                 | Kenjirō Shiga                                                                                    | 志賀 健次郎                                                                                      | Ikeda II (2. Umbildung)                                                                          | 18. Juli 1962                                                                                    | Liberaldemokratische Partei                                                                      |
| 16                                                                                                 | Tokuyasu Fukuda                                                                                  | 福田 篤泰                                                                                        | Ikeda II (3. Umbildung)                                                                          | 18. Juli 1963                                                                                    | Liberaldemokratische Partei                                                                      |
| 17                                                                                                 | Tokuyasu Fukuda                                                                                  | 福田 篤泰                                                                                        | Ikeda III                                                                                        | 9. Dez. 1963                                                                                     | Liberaldemokratische Partei                                                                      |
| 18                                                                                                 | Jun’ya Koizumi                                                                                   | 小泉 純也                                                                                        | Ikeda III (Umbildung)                                                                            | 18. Juli 1964                                                                                    | Liberaldemokratische Partei                                                                      |
| 19                                                                                                 | Jun’ya Koizumi                                                                                   | 小泉 純也                                                                                        | Satō I                                                                                           | 9. Nov. 1964                                                                                     | Liberaldemokratische Partei                                                                      |
| 20                                                                                                 | Raizō Matsuno                                                                                    | 松野 頼三                                                                                        | Satō I (1. Umbildung)                                                                            | 3. Juni 1965                                                                                     | Liberaldemokratische Partei                                                                      |
| 21                                                                                                 | Eikichi Kambayashiyama                                                                           | 上林山 榮吉                                                                                      | Satō I (2. Umbildung)                                                                            | 1. Aug. 1966                                                                                     | Liberaldemokratische Partei                                                                      |
| 22                                                                                                 | Kaneshichi Masuda                                                                                | 増田 甲子七                                                                                      | Satō I (3. Umbildung)                                                                            | 3. Dez. 1966                                                                                     | Liberaldemokratische Partei                                                                      |
| 23                                                                                                 | Kaneshichi Masuda                                                                                | 増田 甲子七                                                                                      | Satō II Satō II (1. Umbildung)                                                                   | 17. Feb. 1967                                                                                    | Liberaldemokratische Partei                                                                      |
| 24                                                                                                 | Kiichi Arita                                                                                     | 有田 喜一                                                                                        | Satō II (2. Umbildung)                                                                           | 30. Nov. 1968                                                                                    | Liberaldemokratische Partei                                                                      |
| 25                                                                                                 | Yasuhiro Nakasone                                                                                | 中曽根 康弘                                                                                      | Satō III                                                                                         | 14. Jan. 1970                                                                                    | Liberaldemokratische Partei                                                                      |
| 26                                                                                                 | Keikichi Masuhara                                                                                | 增原 惠吉                                                                                        | Satō III (Umbildung)                                                                             | 5. Juli 1971                                                                                     | Liberaldemokratische Partei                                                                      |
| 27                                                                                                 | Naomi Nishimura                                                                                  | 西村 直己                                                                                        | Satō III (Umbildung)                                                                             | 2. Aug. 1971                                                                                     | Liberaldemokratische Partei                                                                      |
| 28                                                                                                 | Masumi Esaki                                                                                     | 江崎 真澄                                                                                        | Satō III (Umbildung)                                                                             | 3. Dez. 1971                                                                                     | Liberaldemokratische Partei                                                                      |
| 29                                                                                                 | Keikichi Masuhara                                                                                | 增原 惠吉                                                                                        | Tanaka I                                                                                         | 7. Juli 1972                                                                                     | Liberaldemokratische Partei                                                                      |
| 30                                                                                                 | Keikichi Masuhara                                                                                | 增原 惠吉                                                                                        | Tanaka II Tanaka II (1. Umbildung)                                                               | 22. Dez. 1972                                                                                    | Liberaldemokratische Partei                                                                      |
| 31                                                                                                 | Sadanori Yamanaka                                                                                | 山中 貞則                                                                                        | Tanaka II Tanaka II (1. Umbildung)                                                               | 29. Mai 1973                                                                                     | Liberaldemokratische Partei                                                                      |
| 32                                                                                                 | Sōsuke Uno                                                                                       | 宇野 宗佑                                                                                        | Tanaka II (2. Umbildung)                                                                         | 11. Nov. 1974                                                                                    | Liberaldemokratische Partei                                                                      |
| 33                                                                                                 | Michita Sakata                                                                                   | 坂田 道太                                                                                        | Miki Miki (Umbildung)                                                                            | 9. Dez. 1974                                                                                     | Liberaldemokratische Partei                                                                      |
| 34                                                                                                 | Asao Mihara                                                                                      | 三原 朝雄                                                                                        | Fukuda                                                                                           | 24. Dez. 1976                                                                                    | Liberaldemokratische Partei                                                                      |
| 35                                                                                                 | Shin Kanemaru                                                                                    | 金丸 信                                                                                          | Fukuda (Umbildung)                                                                               | 28. Nov. 1977                                                                                    | Liberaldemokratische Partei                                                                      |
| 36                                                                                                 | Ganri Yamashita                                                                                  | 山下 元利                                                                                        | Ōhira I                                                                                          | 7. Dez. 1978                                                                                     | Liberaldemokratische Partei                                                                      |
| 37                                                                                                 | Enji Kubota                                                                                      | 久保田 円次                                                                                      | Ōhira II                                                                                         | 9. Nov. 1979                                                                                     | Liberaldemokratische Partei                                                                      |
| 38                                                                                                 | Kichizō Hosoda                                                                                   | 細田 吉蔵                                                                                        | Ōhira II                                                                                         | 4. Feb. 1980                                                                                     | Liberaldemokratische Partei                                                                      |
| 39                                                                                                 | Jōji Ōmura                                                                                       | 大村 襄治                                                                                        | Suzuki                                                                                           | 17. Juli 1980                                                                                    | Liberaldemokratische Partei                                                                      |
| 40                                                                                                 | Sōichirō Itō                                                                                     | 伊藤 宗一郎                                                                                      | Suzuki (Umbildung)                                                                               | 30. Nov. 1981                                                                                    | Liberaldemokratische Partei                                                                      |
| 41                                                                                                 | Kazuo Tanikawa                                                                                   | 谷川 和穗                                                                                        | Nakasone I                                                                                       | 27. Nov. 1982                                                                                    | Liberaldemokratische Partei                                                                      |
| 42                                                                                                 | Yūkō Kurihara                                                                                    | 栗原 祐幸                                                                                        | Nakasone II                                                                                      | 27. Dez. 1983                                                                                    | Liberaldemokratische Partei                                                                      |
| 43                                                                                                 | Kōichi Katō                                                                                      | 加藤 紘一                                                                                        | Nakasone II (1. Umbildung) Nakasone II (2. Umbildung)                                            | 1. Nov. 1984                                                                                     | Liberaldemokratische Partei                                                                      |
| 44                                                                                                 | Yūkō Kurihara                                                                                    | 栗原 祐幸                                                                                        | Nakasone III                                                                                     | 22. Juli 1986                                                                                    | Liberaldemokratische Partei                                                                      |
| 45                                                                                                 | Tsutomu Kawara                                                                                   | 瓦 力                                                                                            | Takeshita Takeshita (Umbildung)                                                                  | 6. Nov. 1987                                                                                     | Liberaldemokratische Partei                                                                      |
| 46                                                                                                 | Kichirō Tazawa                                                                                   | 田澤 吉郎                                                                                        | Takeshita Takeshita (Umbildung)                                                                  | 24. Aug. 1988                                                                                    | Liberaldemokratische Partei                                                                      |
| 47                                                                                                 | Taku Yamasaki                                                                                    | 山崎 拓                                                                                          | Uno                                                                                              | 3. Juni 1989                                                                                     | Liberaldemokratische Partei                                                                      |
| 48                                                                                                 | Jūrō Matsumoto                                                                                   | 松本 十郎                                                                                        | Kaifu I                                                                                          | 3. Juni 1989                                                                                     | Liberaldemokratische Partei                                                                      |
| 49                                                                                                 | Yōzō Ishikawa                                                                                    | 石川 要三                                                                                        | Kaifu II                                                                                         | 28. Feb. 1990                                                                                    | Liberaldemokratische Partei                                                                      |
| 50                                                                                                 | Yukihiko Ikeda                                                                                   | 池田 行彦                                                                                        | Kaifu II (Umbildung)                                                                             | 29. Dez. 1990                                                                                    | Liberaldemokratische Partei                                                                      |
| 51                                                                                                 | Sōhei Miyashita                                                                                  | 宮下 創平                                                                                        | Miyazawa                                                                                         | 5. Nov. 1991                                                                                     | Liberaldemokratische Partei                                                                      |
| 52                                                                                                 | Toshio Nakayama                                                                                  | 中山 利生                                                                                        | Miyazawa (Umbildung)                                                                             | 12. Dez. 1992                                                                                    | Liberaldemokratische Partei                                                                      |
| 53                                                                                                 | Keisuke Nakanishi                                                                                | 中西 啓介                                                                                        | Hosokawa                                                                                         | 9. Aug. 1993                                                                                     | Erneuerungspartei                                                                                |
| 54                                                                                                 | Kazuo Aichi                                                                                      | 愛知 和男                                                                                        | Hosokawa                                                                                         | 2. Dez. 1993                                                                                     | Erneuerungspartei                                                                                |
| 0–                                                                                                 | Tsutomu Hata (kommissarisch)                                                                     | 羽田 孜                                                                                          | Hata                                                                                             | 28. Apr. 1994                                                                                    | Erneuerungspartei                                                                                |
| 55                                                                                                 | Atsushi Kanda                                                                                    | 神田 厚                                                                                          | Hata                                                                                             | 28. Apr. 1994                                                                                    | Demokratisch-Sozialistische Partei                                                               |
| 56                                                                                                 | Tokuichirō Tamazawa                                                                              | 玉澤 徳一郎                                                                                      | Murayama                                                                                         | 30. Juni 1994                                                                                    | Liberaldemokratische Partei                                                                      |
| 57                                                                                                 | Seishirō Etō                                                                                     | 衛藤 征士郎                                                                                      | Murayama (Umbildung)                                                                             | 8. Aug. 1995                                                                                     | Liberaldemokratische Partei                                                                      |
| 58                                                                                                 | Hideo Usui                                                                                       | 臼井 日出男                                                                                      | Hashimoto I                                                                                      | 11. Jan. 1996                                                                                    | Liberaldemokratische Partei                                                                      |
| 59                                                                                                 | Fumio Kyūma                                                                                      | 久間 章生                                                                                        | Hashimoto II Hashimoto II (Umbildung)                                                            | 7. Nov. 1996                                                                                     | Liberaldemokratische Partei                                                                      |
| 60                                                                                                 | Fukushirō Nukaga                                                                                 | 額賀 福志郎                                                                                      | Obuchi Obuchi (1. Umbildung)                                                                     | 30. Juli 1998                                                                                    | Liberaldemokratische Partei                                                                      |
| 61                                                                                                 | Hōsei Norota                                                                                     | 野呂田 芳成                                                                                      | Obuchi Obuchi (1. Umbildung)                                                                     | 20. Nov. 1998                                                                                    | Liberaldemokratische Partei                                                                      |
| 62                                                                                                 | Tsutomu Kawara                                                                                   | 瓦 力                                                                                            | Obuchi (2. Umbildung)                                                                            | 5. Okt. 1999                                                                                     | Liberaldemokratische Partei                                                                      |
| 63                                                                                                 | Tsutomu Kawara                                                                                   | 瓦 力                                                                                            | Mori I                                                                                           | 5. Apr. 2000                                                                                     | Liberaldemokratische Partei                                                                      |
| 64                                                                                                 | Kazuo Torashima                                                                                  | 虎島 和夫                                                                                        | Mori II                                                                                          | 4. Juli 2000                                                                                     | Liberaldemokratische Partei                                                                      |
| 65                                                                                                 | Toshitsugu Saitō                                                                                 | 斉藤 斗志二                                                                                      | Mori II (Umbildung)                                                                              | 5. Dez. 2000                                                                                     | Liberaldemokratische Partei                                                                      |
| 66                                                                                                 | Toshitsugu Saitō                                                                                 | 斉藤 斗志二                                                                                      | Mori II (Umbildung) (Restrukturierung der Zentralregierung)                                      | 6. Jan. 2001                                                                                     | Liberaldemokratische Partei                                                                      |
| 67                                                                                                 | Gen Nakatani                                                                                     | 中谷 元                                                                                          | Koizumi I                                                                                        | 26. Apr. 2001                                                                                    | Liberaldemokratische Partei                                                                      |
| 68                                                                                                 | Shigeru Ishiba                                                                                   | 石破 茂                                                                                          | Koizumi I (1. Umbildung) Koizumi I (2. Umbildung)                                                | 30. Sep. 2002                                                                                    | Liberaldemokratische Partei                                                                      |
| 69                                                                                                 | Shigeru Ishiba                                                                                   | 石破 茂                                                                                          | Koizumi II                                                                                       | 19. Nov. 2003                                                                                    | Liberaldemokratische Partei                                                                      |
| 70                                                                                                 | Yoshinori Ōno                                                                                    | 大野 功統                                                                                        | Koizumi II (Umbildung)                                                                           | 27. Sep. 2004                                                                                    | Liberaldemokratische Partei                                                                      |
| 71                                                                                                 | Yoshinori Ōno                                                                                    | 大野 功統                                                                                        | Koizumi III                                                                                      | 21. Sep. 2005                                                                                    | Liberaldemokratische Partei                                                                      |
| 72                                                                                                 | Fukushirō Nukaga                                                                                 | 額賀 福志郎                                                                                      | Koizumi III (Umbildung)                                                                          | 31. Okt. 2005                                                                                    | Liberaldemokratische Partei                                                                      |
| 73                                                                                                 | Fumio Kyūma                                                                                      | 久間 章生                                                                                        | Abe I                                                                                            | 26. Sep. 2006                                                                                    | Liberaldemokratische Partei                                                                      |
| Verteidigungsminister (防衛大臣, bōei-daijin)                                                      |                                                                                                  |                                                                                                  |                                                                                                  |                                                                                                  |                                                                                                  |
| 01                                                                                                 | Fumio Kyūma                                                                                      | 久間 章生                                                                                        | Abe I                                                                                            | 9. Jan. 2007                                                                                     | Liberaldemokratische Partei                                                                      |
| 02                                                                                                 | Yuriko Koike                                                                                     | 小池 百合子                                                                                      | Abe I                                                                                            | 4. Juli 2007                                                                                     | Liberaldemokratische Partei                                                                      |
| 03                                                                                                 | Masahiko Kōmura                                                                                  | 高村 正彦                                                                                        | Abe I (Umbildung)                                                                                | 27. Aug. 2007                                                                                    | Liberaldemokratische Partei                                                                      |
| 04                                                                                                 | Shigeru Ishiba                                                                                   | 石破 茂                                                                                          | Fukuda                                                                                           | 26. Sep. 2007                                                                                    | Liberaldemokratische Partei                                                                      |
| 05                                                                                                 | Yoshimasa Hayashi                                                                                | 林 芳正                                                                                          | Fukuda (Umbildung)                                                                               | 2. Aug. 2008                                                                                     | Liberaldemokratische Partei                                                                      |
| 06                                                                                                 | Yasukazu Hamada                                                                                  | 浜田 靖一                                                                                        | Asō                                                                                              | 24. Sep. 2008                                                                                    | Liberaldemokratische Partei                                                                      |
| 07                                                                                                 | Toshimi Kitazawa                                                                                 | 北澤 俊美                                                                                        | Hatoyama                                                                                         | 16. Sep. 2009                                                                                    | Demokratische Partei                                                                             |
| 08                                                                                                 | Toshimi Kitazawa                                                                                 | 北澤 俊美                                                                                        | Kan                                                                                              | 8. Juni 2010                                                                                     | Demokratische Partei                                                                             |
| 08                                                                                                 | Toshimi Kitazawa                                                                                 | 北澤 俊美                                                                                        | Kan (1. Umbildung)                                                                               | 17. Sep. 2010                                                                                    | Demokratische Partei                                                                             |
| 08                                                                                                 | Toshimi Kitazawa                                                                                 | 北澤 俊美                                                                                        | Kan (2. Umbildung)                                                                               | 14. Jan. 2011                                                                                    | Demokratische Partei                                                                             |
| 09                                                                                                 | Yasuo Ichikawa                                                                                   | 一川 保夫                                                                                        | Noda                                                                                             | 2. Sep. 2011                                                                                     | Demokratische Partei                                                                             |
| 10                                                                                                 | Naoki Tanaka                                                                                     | 田中 直紀                                                                                        | Noda (1. Umbildung)                                                                              | 13. Jan. 2012                                                                                    | Demokratische Partei                                                                             |
| 11                                                                                                 | Satoshi Morimoto                                                                                 | 森本 敏                                                                                          | Noda (2. Umbildung) Noda (3. Umbildung)                                                          | 4. Juni 2012                                                                                     | parteilos                                                                                        |
| 12                                                                                                 | Itsunori Onodera                                                                                 | 小野寺 五典                                                                                      | Abe II                                                                                           | 26. Dez. 2012                                                                                    | Liberaldemokratische Partei                                                                      |
| 13                                                                                                 | Akinori Eto                                                                                      | 江渡 聡徳                                                                                        | Abe II (Umbildung)                                                                               | 3. Sep. 2014                                                                                     | Liberaldemokratische Partei                                                                      |
| 14                                                                                                 | Gen Nakatani                                                                                     | 中谷 元                                                                                          | Abe III Abe III (1. Umbildung)                                                                   | 24. Dez. 2014                                                                                    | Liberaldemokratische Partei                                                                      |
| 15                                                                                                 | Tomomi Inada                                                                                     | 稲田 朋美                                                                                        | Abe III (2. Umbildung)                                                                           | 3. Aug. 2016                                                                                     | Liberaldemokratische Partei                                                                      |
| 0–                                                                                                 | Fumio Kishida (kommissarisch)                                                                    | 岸田 文雄                                                                                        | Abe III (2. Umbildung)                                                                           | 28. Juli 2017                                                                                    | Liberaldemokratische Partei                                                                      |
| 16                                                                                                 | Itsunori Onodera                                                                                 | 小野寺 五典                                                                                      | Abe III (3. Umbildung)                                                                           | 3. Aug. 2017                                                                                     | Liberaldemokratische Partei                                                                      |
| 17                                                                                                 | Itsunori Onodera                                                                                 | 小野寺 五典                                                                                      | Abe IV                                                                                           | 1. Nov. 2017                                                                                     | Liberaldemokratische Partei                                                                      |
| 18                                                                                                 | Takeshi Iwaya                                                                                    | 岩屋 毅                                                                                          | Abe IV (1. Umbildung)                                                                            | 2. Okt. 2018                                                                                     | Liberaldemokratische Partei                                                                      |
| 19                                                                                                 | Tarō Kōno                                                                                        | 河野 太郎                                                                                        | Abe IV (2. Umbildung)                                                                            | 11. Sep. 2019                                                                                    | Liberaldemokratische Partei                                                                      |
| 20                                                                                                 | Nobuo Kishi                                                                                      | 岸 信夫                                                                                          | Suga                                                                                             | 16. Sep. 2020                                                                                    | Liberaldemokratische Partei                                                                      |
| 21                                                                                                 | Nobuo Kishi                                                                                      | 岸 信夫                                                                                          | Kishida I                                                                                        | 4. Okt. 2021                                                                                     | Liberaldemokratische Partei                                                                      |
| 22                                                                                                 | Nobuo Kishi                                                                                      | 岸 信夫                                                                                          | Kishida II                                                                                       | 10. Nov. 2021                                                                                    | Liberaldemokratische Partei                                                                      |
| 23                                                                                                 | Yasukazu Hamada                                                                                  | 浜田 靖一                                                                                        | Kishida II (1. Umbildung)                                                                        | 10. Aug. 2022                                                                                    | Liberaldemokratische Partei                                                                      |
| 24                                                                                                 | Minoru Kihara                                                                                    | 木原 稔                                                                                          | Kishida II (2. Umbildung)                                                                        | 13. Sep. 2023                                                                                    | Liberaldemokratische Partei                                                                      |
| 25                                                                                                 | Gen Nakatani                                                                                     | 中谷 元                                                                                          | Ishiba I                                                                                         | 1. Okt. 2024                                                                                     | Liberaldemokratische Partei                                                                      |
| 26                                                                                                 | Gen Nakatani                                                                                     | 中谷 元                                                                                          | Ishiba II                                                                                        | 11. Nov. 2024                                                                                    | Liberaldemokratische Partei                                                                      |